# Georges de Feure
Georges de Feure, född 6 september 1868, död 26 november 1943, var en fransk målare och dekoratör.
Feure ägnade sig åt så gott som alla olika delar inom konsthantverk och dekorativ konst och väckte stort uppseende med sin inredning av avdelningen L'art nouveau vid världsutställningen i Paris 1900. Feure, som jämförts med de främsta franska ebenister under 1700-talet, utövade ett stort inflytande på konsthantverket vid sekelskiftet.